# 2025年ケニアの抗議活動
2025年ケニアの抗議活動は、2025年6月にナイロビを中心に始まった一連の若者主導による運動で、ケニア人教師でブロガーのアルバート・オジュワンが警察に拘留中に死亡したことをきっかけに、生活費の高騰や政府の腐敗や警察の蛮行に対する人々の不満が高まった。この出来事は2024年のケニア財政法案への抗議行動を継承しており、それは増税案に反対するデモが2024年6月25日にケニア議会に突入し、70人が死亡したもので、ルト大統領は拒否権を発動して法案を否決した。人々の不満は、経済の課題が進行中で、警察の暴力の責任が取られていないことで続いている。

## 背景
ケニアのルト大統領への大規模な抗議行動は、2024年のケニア財政法案提出から始まった。法案は増税を提案し、それが抗議行動につながった。 
1年後の2025年6月6日、ケニア人ブロガーで教師のアルバート・オジュワンが、「虚偽の投稿」を行った罪で、警察に逮捕された。報道によると、彼がXに警察副監察総監エリウド・ラガトを批判する投稿を行ったことに関連していた 。2日後にオジュワンは拘置所内で死亡した。警察の声明によると、彼は「独房の壁に頭をぶつけたことで怪我」をし、「ムバガティ病院に救急搬送されたが、到着した時には既に死亡」していた。オジュワンの死は、生活費の高騰や政治の腐敗と相まって、2025年6月25日のデモを引き起こした。
抗議活動は、ケニアのZ世代の若者たちによりソーシャルメディア上で組織された。若者の抗議活動には、リーダーも公式組織も無かった。活動の支援者のなかには、中心的リーダーシップの欠如が大きな強みとなったと主張する人の一方、より強力になるための集団組織の必要性を語る人もいた。

## 事件
2025年6月9日、抗議活動者はナイロビに集まった。抗議は続き、翌週警察の取り締まりにあった。6月25日、何千人もの抗議活動者が、ケニア財政法案への抗議活動を記念するために集まった。
ケニア国家人権委員会によると、6月17日の警察との衝突で70人が死亡したが、そのうち最初の2週間で50人が死亡、最終的に500人が負傷した。前年からの抗議活動の高まりにより、ケニア中での警察との衝突で100人以上が死亡した。抗議活動の結果、ケニア国民議会デビッド・オチエン・オウマ議長代行は議会を6月25日に閉会にした。
ケニア国家人権委員会は、少なくとも532人の逮捕が記録されたとしている。
6月30日、マスク販売員で通行人のボニフェイス・カリウキが死亡したが、それは6月17日にナイロビで警官に至近距離から頭部を撃たれた傷によるものだった。彼は国立病院で医師に脳死と判定された。2人の警官が同じ日にこの銃撃事件により逮捕された。7月11日、カリウキの葬儀には何百人もの弔問客が参列した。
7月1日までに抗議活動は鎮火したが、ケニアのサバ・サバ・デーと呼ばれる7月7日に再燃し、それは1990年の民主主義推進行進35周年を祝うものだった。警官が抗議者に対し催涙ガスを発射し、発砲し放水砲を使用した結果、38人が死亡し29人が負傷した。数十人の警官が投石により負傷した。
7月7日に、12歳のブリギット・ニョキが自宅の居間でテレビを観ていた時、1発の弾丸が屋根を貫き、天井を突き抜けて彼女の頭に当たった。彼女は数時間後に病院で死亡が確認された。